# 地球環境産業技術研究機構
公益財団法人地球環境産業技術研究機構（ちきゅうかんきょうさんぎょうぎじゅつけんきゅうきこう、英語: Research Institute of Innovative Technology for the Earth、略称: RITE）は、地球温暖化問題に対する技術開発及び調査研究を行う日本の研究所である。

## 概要
1990年に日本が世界に提唱した「地球再生計画」を受けて、通商産業省（現経済産業省）の所管で1990年7月に設立された。
地球再生計画は
1. 世界的な省エネルギーの推進
2. クリーンエネルギーの大幅な導入
3. 革新的な環境技術の開発
4. 二酸化炭素吸収源の拡大
5. 次世代を担う革新的エネルギー関連技術の開発

からなり、RITEはこの中で
- 革新的な環境技術の開発
- 二酸化炭素吸収源の拡大

の技術開発を行う研究機関とされている。

## 本部施設
関西文化学術研究都市（精華・西木津地区）に有る本部施設は、構造的に冷暖房を少なくするように工夫がなされている。
- 財団法人地球環境産業技術研究機構
- 所在地: 〒619-0292 京都府木津川市木津川台9丁目2番地

## 研究内容
- CO2分離・回収・貯留技術の開発
- バイオリファイナリー技術の開発

セルロシック・エタノール(Cellulosic ethanol)研究開発
- 植物によるCO2大規模固定化技術の開発
- 温暖化対策のシナリオ策定